# Ongerup
Ongerup är en ort i Australien. Den ligger i kommunen Gnowangerup och delstaten Western Australia, omkring 330 kilometer sydost om delstatshuvudstaden Perth.
Trakten runt Ongerup är nära nog obefolkad, med mindre än två invånare per kvadratkilometer.. Det finns inga andra samhällen i närheten.
Trakten runt Ongerup består till största delen av jordbruksmark. Genomsnittlig årsnederbörd är 561 millimeter. Den regnigaste månaden är maj, med i genomsnitt 77 mm nederbörd, och den torraste är februari, med 11 mm nederbörd.